# Klaus Teichmann
Klaus Teichmann (* 17. November 1954) ist ein ehemaliger deutscher Fußballspieler.

## Karriere
Teichmann spielte zur Saison 1980/81 mit dem VfB Eppingen in der 2. Fußball-Bundesliga. Dabei gelangen ihm drei Tore. Sein Debüt in der zweithöchsten Spielklasse Deutschlands gab er am 5. August 1980, dem ersten Spieltag, bei der 2:3-Auswärtsniederlage gegen den FSV Frankfurt. Beim 1:1 am 5. Spieltag gegen den FC Augsburg gelang dem Mittelfeldspieler sein erster Bundesligatreffer. Während der ersten und einzigen Zweitligasaison des VfB Eppingen war Teichmann eine wichtige Stütze des Teams. Neben ihm waren es Torhüter Volker Gebhard und Erwin Rupp, die ebenfalls 37 Partien absolvierten und damit nur je eine verpassten. Mit nur sieben Siegen in 38 Begegnungen stieg der Klub als Tabellenletzter ab.
Anfang der 1980er wechselte Teichmann dann zum VfR Heilbronn, wo er in der Oberliga, der damaligen dritten Liga, spielte. 1984 folgte der Abstieg in die Verbandsliga Württemberg.

## Trivia
Nach seinem aktiven Karriereende läuft Teichmann unregelmäßig für die Traditionsmannschaft des VfR Heilbronn auf.